# Övre dammen, Halland
Övre dammen är en våtmark, tidigare sjö, i Falkenbergs kommun i Halland och ingår i Ätrans huvudavrinningsområde.